# Strassoldo
Strassoldo (Strassolt in friulano e tedesco) è una frazione del comune di Cervignano del Friuli, provincia di Udine. Costituisce un suggestivo esempio di antico borgo medievale, estremamente ben conservato e di raro fascino. Culla dell'omonima famiglia nobile germanica, ha dato all'Impero degli Asburgo d'Austria una lunga serie di importanti funzionari e generali.

## Storia
Le ipotesi intorno all'origine del nome sono varie: questa si può far risalire al latino (extra solidum) o rifacendosi all'origine germanica (probabilmente longobarda) della famiglia che ebbe giurisdizione fin dal lontano Medioevo sulla località indicata con il tedesco Strasse (strada), mentre potrebbero essere varie le ipotesi per la desinenza -oldo.
Il nome appare per la prima volta su un documento del 530 che cita già un castello detto “dalle due torri”. Un documento del 1190 cita un tale Bernardus di Straso.  Lo storico seicentesco Palladio riprende una leggenda che ne fa risalire le origini a Rambaldo di Strassau, vissuto nel V secolo, che combatté contro Attila. Ma la fonte non è certa e si tratta, più probabilmente, di un tentativo di ricostruzione a posteriori delle origini gentilizie, tipico di tutte le famiglie aristocratiche.
Fino al primo decennio del Cinquecento la famiglia degli Strassoldo, omonimi del borgo, fu ricca e assai potente; i Conti avevano giurisdizione su numerose località del Friuli, della Carinzia e della Carniola con diritto di vita e di morte sui sudditi.

Nel corso delle guerre della Lega di Cambrai (1508 - 1511), il castello, occupato dai Veneziani, venne conquistato dai 'federati' che invadevano il Veneto.

A seguito di questi avvenimenti la famiglia si disperse, ma non abbandonò del tutto la residenza friulana, tant'è vero che fu in grado di ricevere decorosamente importanti personaggi e prestigiose delegazioni, com'è documentato storicamente.
In particolare, essa offrì agli Asburgo d'Austria una lunga serie d'importanti funzionari e generali, fra i quali spiccano, per importanza: Giulio Strassoldo di Sotto, a lungo governatore della Lombardia austriaca; i tre fratelli Francesca Romana, moglie del feldmaresciallo Radetzky (si sposarono nel borgo), Michele, che fu Governatore della Lombardia sotto il Radetzky, poi della Stiria, Consigliere intimo e Ciambellano imperiale austriaco, e Giulio, comandante della Brigata Strassoldo nel corso della Prima guerra di indipendenza; il feldmaresciallo Kuhn, fiero avversario di Garibaldi a Bezzecca.
Fino al 1918 il paese si trovava in Austria-Ungheria, a due passi dal confine italiano; quest'ultimo passava dove oggi si trova il mulino della tolle (ex dogana). Il cippo che demarcava il confine era il 67.

## Il complesso monumentale

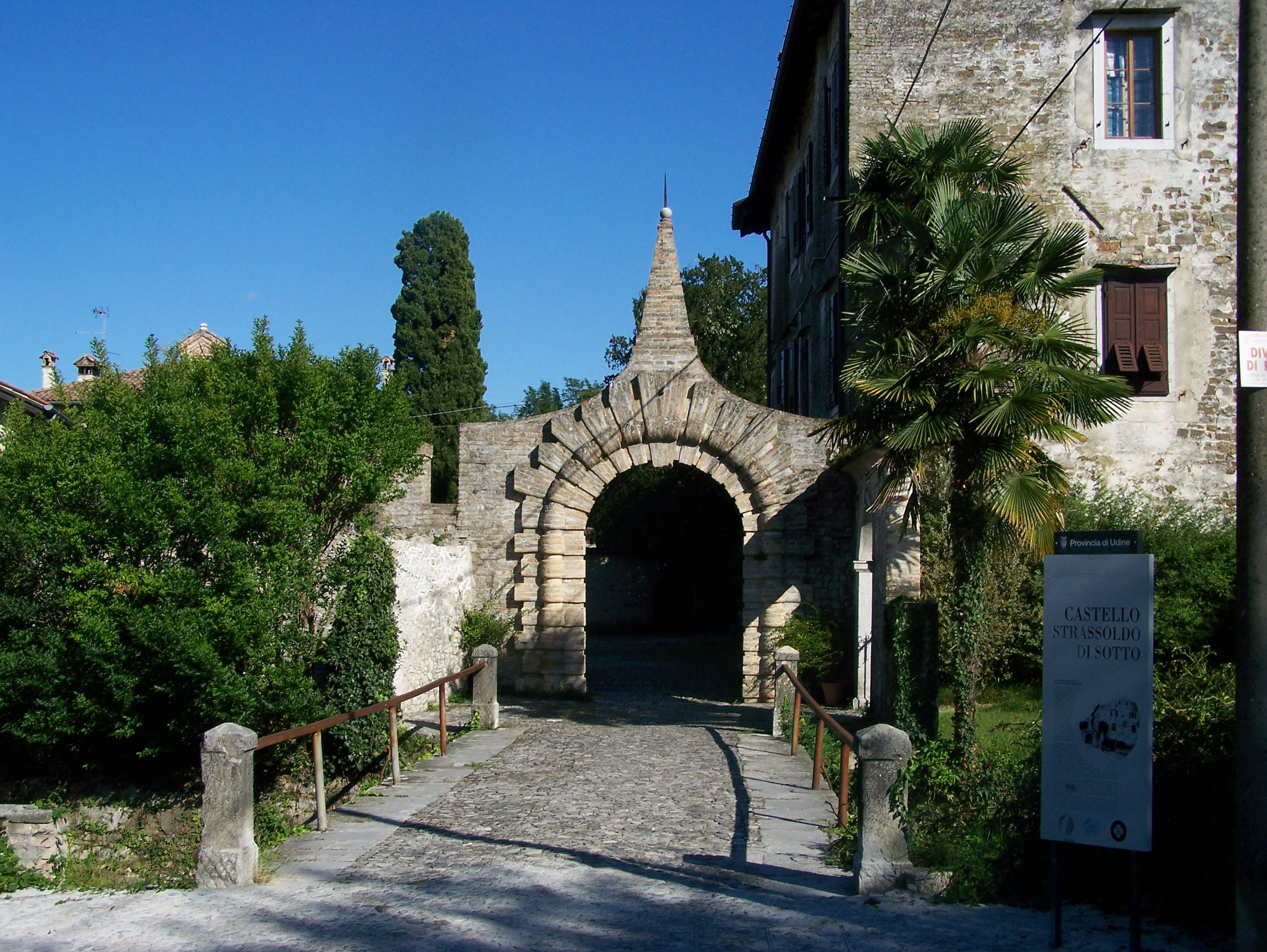
L'ingresso al Castello di Sotto

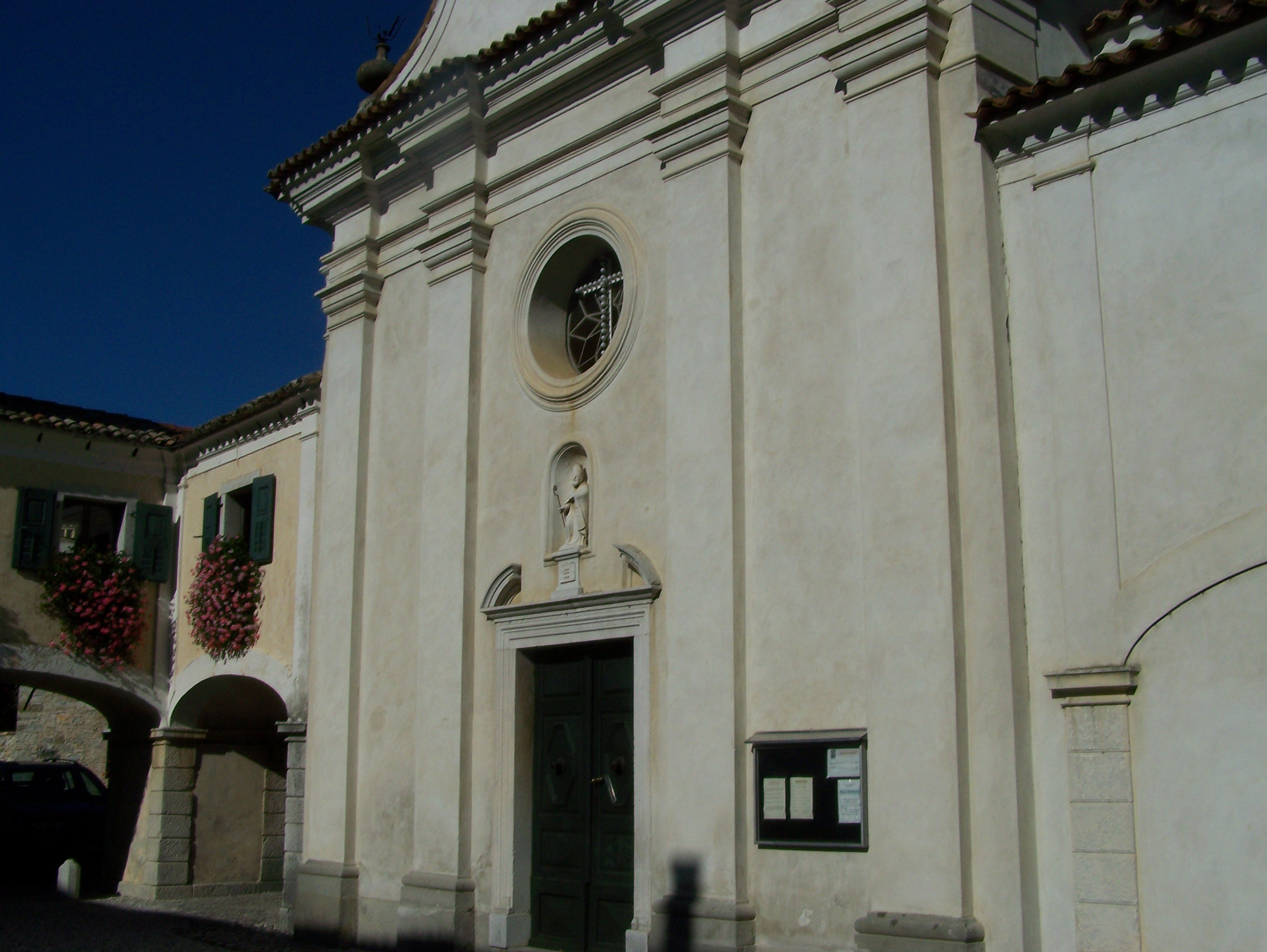
La chiesa parrocchiale di San Nicolò nel Castello di Sopra

Il complesso monumentale appare al giorno d'oggi nel suo rimaneggiamento settecentesco, suddividendosi nel Castello di Sotto e nel Castello di Sopra, lasciando comunque intravedere la conformazione dell'antico maniero utilizzato come strumento di difesa e offesa, come doveva essere quando i documenti lo indicavano come "Il Castello delle due Torri" di cui rimane ancora memoria in una stampa del Settecento.

### Il Castello di Sotto
Vi si accede attraverso un'alta porta turrita, la Porta Cisis, che si apre sulla cerchia esterna delle mura detta "girone" che a sua volta si apre su un viale circondato da casette del XVI secolo. Il Castello di Sotto comprende un complesso di edifici che si sviluppano intorno a un cortile interno. L'edificio principale, di forma rettangolare, costituisce il cosiddetto "mastio", la cui origine è incerta ma che subì vari rimaneggiamenti nel Trecento, nel Seicento e infine nel Settecento, quando la facciata orientale fu modificata in modo tale da far assumere al castello un po' l'aspetto della villa veneta.

### Il Castello di Sopra
Vi si accede superando un secondo ponte. Le origini di questo complesso si suppongono parallele al Castello di Sotto, in quanto essi fanno parte di un unico possente insieme fortificato. Subì le stesse sorti dell'altro maniero, distrutto in due riprese dai federali della Lega di Cambrai.

Una lapide sull'edificio che ospitava la Cancelleria, un tempo archivio di tutta la bassa friulana, ricorda l'evento e le ricostruzioni effettuate nel 1749.

Fra le varie strutture che lo compongono spicca una possente torre di 18 metri d'altezza, unica superstite delle due di cui originalmente era munito il complesso medievale.